# Подурі (Муреш)
Подурі (рум. Poduri) — село у повіті Муреш в Румунії. Входить до складу комуни Валя-Ларге.
Село розташоване на відстані 291 км на північний захід від Бухареста, 39 км на захід від Тиргу-Муреша, 38 км на південний схід від Клуж-Напоки.

## Населення
За даними перепису населення 2002 року у селі проживала 131 особа. Усі жителі села рідною мовою назвали румунську.
Національний склад населення села:
| Національність | Кількість осіб | Відсоток |
| -------------- | -------------- | -------- |
| румуни         | 121            | 92,4%    |
| цигани         | 9              | 6,9%     |